# Yvrac-et-Malleyrand

Yvrac-et-Malleyrand este o comună în departamentul Charente, Franța. În 1 ianuarie 2022 avea o populație de 562 de locuitori.